# Майкл Каррік
Майкл Едрієн Каррік (англ. Michael Adrian Carrick, нар. 28 липня 1981, Волсенд, Тайн-енд-Вір, Англія) — англійський футболіст, що грав на позиції центрального півзахисника. По завершенні ігрової кар'єри — тренер.
Почав кар'єру в клубі «Вест Хем Юнайтед», після чого грав за «Тоттенгем Готспур». У 2006 році перейшов у «Манчестер Юнайтед», за який виступав упродовж 12 сезонів, зіграв 464 матчі та в останньому сезоні був капітаном клубу. Він зарекомендував себе як ключовий член команди, яка виграла Прем'єр-лігу в сезоні 2006/07 років, що стало їхнім першим титулом за чотири роки. Наступного сезону він був частиною команди, яка виграла фінал Ліги чемпіонів 2008 року проти «Челсі», відігравши повні 120 хвилин і реалізувавши свій післяматчевий пенальті. Вигравши Кубок Англії 2016 року, Каррік став володарем всіх національних нагород в англійському футболі і є єдиним англійським гравцем разом з колишнім товаришем по команді Вейном Руні, який виграв англійську Прем'єр-лігу, Кубок Англії, Лігу чемпіонів УЄФА, Кубок англійської ліги, Суперкубок Англії, Лігу Європи УЄФА та клубний чемпіонат світу.
У складі збірної Англії дебютував у 2001 році у віці 19 років у матчі зі збірною Мексики. Загалом провів за збірну Англії 34 матчі і зіграв з командою на двох великих турнірах — чемпіонатах світу 2006 та 2010 років.
Завершивши ігрову кар'єру залишився у «Манчестер Юнайтед», ставши асистентом головного тренера, а в листопаді 2021 року, після того як Уле Гуннар Сульшер залишив посаду головного тренера, Каррік протягом тижня виконував обов'язки головного тренера.

## Клубна кар'єра

### Ранні роки
Майкл народився в сім'ї Вінса та Лінн Карріків. Він почав грати у футбол у віці п'яти років. Щосуботи ввечері він грав за клуб «Волсенд Бойз», у якому його батько був волонтером. Коли Майклу виповнилося 12, він перейшов у «Волсенд Скулз», а потім в «Норт Тайнсайд Скулз». Ще виступаючи за «Волсенд Бойз», Каррік був викликаний до юнацької збірної Англії. У шкільні роки і період, що передував його переходу в «Вест Гем Юнайтед», Каррік грав на позиції нападника. Лише у складі «молотобійців» він перейшов у півзахист.

### «Вест Гем Юнайтед»
Майкл навчався у середній школі Західного Волсенда та у школі Бернсайд Комм'юніті. Після того, як він отримав атестат про середню освіту (англ. GCSE) у 1997 році, багато клубів хотіли підписати талановитого футболіста. Найспритнішими виявилися скаути «Вест Хем Юнайтед» в Волсенді Дейв Муні та Білл Гіббс, які стежили за Майклом з часів його виступу за «Волсенд Бойз». Талановитий футболіст не привертав до себе великої уваги північно-східних клубів. На думку Гаррі Реднаппа, причина цього полягала в тому, що Каррік був занадто високим і нескладним, до того ж постійно відчував болі в колінах.
Професійна футбольна кар'єра Карріка розпочалася у знаменитій молодіжній академії «Вест Хем Юнайтед» у 1998 році. Майкл відмінно проявив себе в фіналі Молодіжного кубку Англії, в якому він (поряд з іншою майбутньою зіркою Джо Коулом) допоміг «Вест Гему» здобути надпереконливу перемогу над «Ковентрі Сіті» з рахунком 9:0 (з них два м'ячі забив Каррік).
Дебют Карріка на рівні основної команди відбувся в серпні 1999 року в зустрічі з «Бредфорд Сіті», коли Майкл вийшов на заміну Ріо Фердінанду, а його команда виграла у цьому матчі з рахунком 3:0. По ходу сезону Каррік провів два місяці в оренді в «Свіндон Тауні» і місяць в «Бірмінгем Сіті», після чого зіграв кілька матчів за «Вест Гем», забивши свій перший гол за клуб 22 квітня 2000 року в ворота «Ковентрі Сіті». У сезоні 2000/01 він провів свій перший повний сезон за «Вест Гем» і виявив себе з кращого боку, за що був номінований на звання молодого гравця року за версією Професійної футбольної асоціації (проте нагорода дісталася Стівену Джеррарду з «Ліверпуля»).
Більшу частину сезону 2002/03 Каррік пропустив через травму, а «молотобійці» вилетіли з Прем'єр-ліги. Каррік вирішив залишитися в команді і сезон 2003/04 провів у Чемпіонаті Футбольної ліги. «Вест Гем» фінішував у зоні плей-офф але не зумів пробитися до прем'єр-ліги, поступившись «Крістал Пелес» з рахунком 0:1. Майкл був включений до команди року за версією ПФА у своєму дивізіоні.
Після закінчення сезону ряд клубів почав виявляти інтерес до Карріка, включаючи «Портсмут», «Арсенал» і «Тоттенгем Готспур». Повідомлялося, що «Арсенал» лідирував у гонці за півзахисником, але потім Патрік Вієйра вирішив залишитися в команді, і «каноніри» вийшли з числа претендентів на Карріка.

### «Тоттенгем Готспур»
24 серпня 2004 року Каррік перейшов у «Тоттенгем Готспур» за 3,5 млн фунтів стерлінгів. Через травму він дебютував за «шпор» лише 18 жовтня, коли «Тоттенгем» програв у гостях «Портсмуту» 0:1. Перший матч у стартовому складі Каррік провів 9 листопада вже під керівництвом нового тренера: Жак Сантіні був звільнений, а його місце посів Мартін Йол. «Тоттенгем» переміг «Бернлі» в четвертому раунді Кубка Футбольної ліги з рахунком 3:0, Майкл зробив одну з гольових передач.
У команді Йола Каррік став одним із ключових футболістів. Він пропустив лише 3 матчі Прем'єр-ліги в сезоні 2005/06. 3 грудня 2005 Каррік забив перший гол за «шпор», який приніс їм перемогу над «Сандерлендом» (3:2). За підсумками сезону він зробив найбільше передач серед гравців «Тоттенхема» і розділив перше місце з нападником Мідо за результативними передачами. «Шпори» показали найкращий результат за час виступів у Прем'єр-лізі, посівши 5-е місце. При цьому до останнього туру вони йшли четвертими і поступилися лігочемпіонським місцем «Арсеналу» лише після поразки від «Вест Гема» 7 травня; перед цим матчем 10 гравців «Тоттенгема», включаючи Карріка, стали жертвами харчового отруєння.

### «Манчестер Юнайтед»

#### 2006—2009

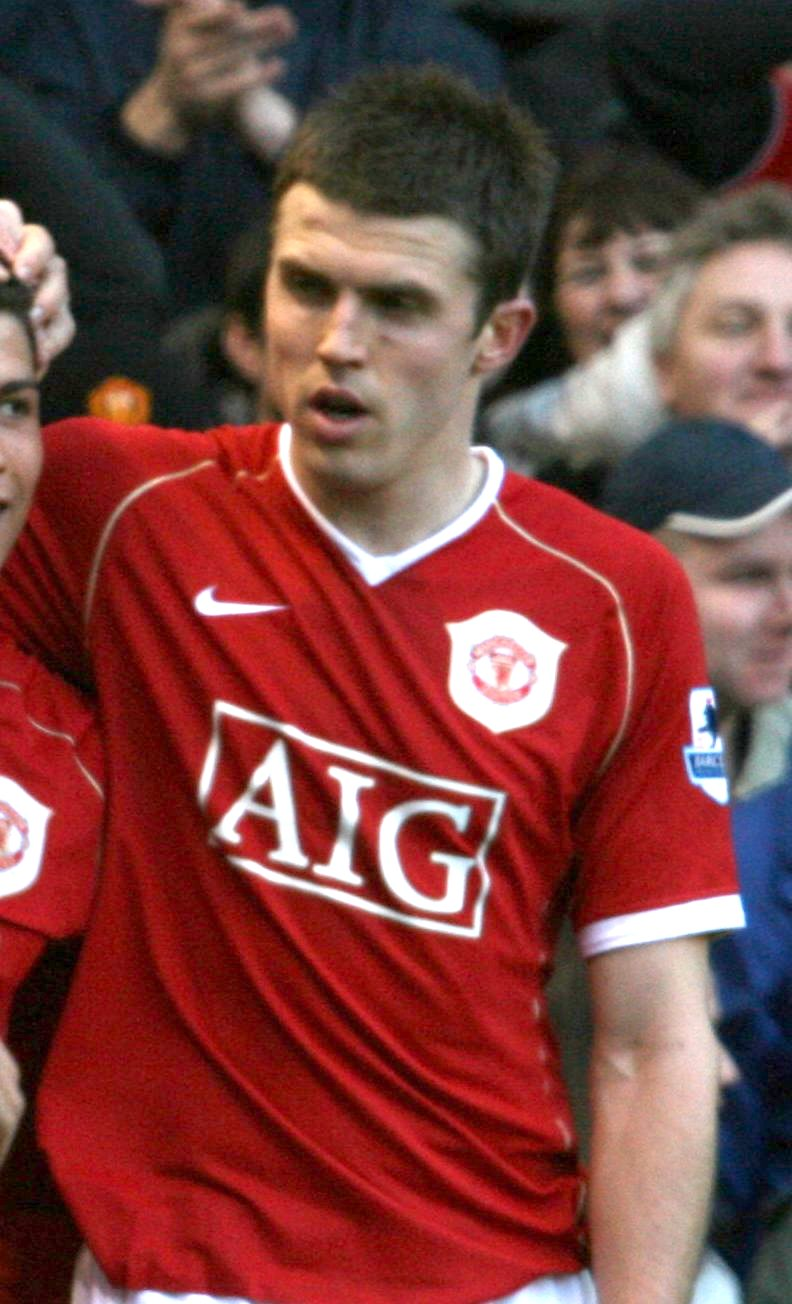
Майкл Каррік під час манчестерського дербі 9 грудня 2006 року

31 липня 2006 року Каррік перейшов в «Манчестер Юнайтед». «Шпори» відхилили початкову пропозицію «Юнайтед» у розмірі 10 млн фунтів, але погодилися на базову виплату в розмірі 14 млн плюс бонуси, що потенційно збільшують суму трансферу до 18,6 млн залежно від успіхів гравця та клубу. Це зробило Карріка п'ятим у списку найдорожчих трансферів «Манчестер Юнайтед» на той момент. Головний тренер «червоних дияволів» сер Алекс Фергюсон бачив у Карріку заміну колишнього капітана Роя Кіна, і Майкл отримав футболку з номером 16, що раніше належав Кіну.
Каррік дебютував за «Манчестер Юнайтед» у Прем'єр-лізі 23 серпня 2006 року, вийшовши на заміну в матчі проти «Чарльтон Атлетік», який «Манчестер» виграв з рахунком 3:0. 26 серпня він вперше вийшов у стартовому складі «червоних дияволів» у грі з «Вотфордом» (2:1).
У сезоні 2006/07 Каррік майже у всіх матчах виходив у стартовому складі. Наприкінці грудня він отримав невелику травму, а на його позицію у зоні опорного півзахисника Фергюсон ставив Джона О'Ші чи Даррена Флетчера. Перший гол за «Манчестер Юнайтед» Майкл забив 13 січня 2007 року в домашньому матчі проти «Астон Вілли» на «Олд Траффорд» (3:1).
10 квітня 2007 року Каррік забив два голи дальніми ударами у ворота італійської «Роми» у чвертьфінальному матчі Ліги чемпіонів на «Олд Траффорд». «Юнайтед» переміг із рахунком 7:1 і вийшов у півфінал, в якому, проте, поступився іншому італійському клубу, «Мілану». У Прем'єр-лізі манкуніанці виступили успішніше, здобувши титул чемпіонів Англії вперше за чотири роки. Ця перемога стала для Майкла першою за кар'єру. В останньому матчі сезону «червоні дияволи» втратили можливість зробити золотий дубль і програли «Челсі» у фіналі Кубка Англії (0:1).
Після підписання Оуена Гаргрівза перед початком сезону 2007/08 Каррік зізнався, що йому не гарантовано місце в основному складі. У жовтні 2007 року Майкл отримав перелом ліктя у матчі з «Ромою» у Лізі чемпіонів. Він повернувся в гру 3 листопада, вийшовши на заміну Андерсону в матчі з «Арсеналом» (2:2).
Перший гол Карріка в сезоні 2007/08 відбувся в доданий час дербі з «Манчестер Сіті» 10 лютого 2008, яке «Юнайтед» програв з рахунком 1:2. Згодом Майкл забив «Вест Гему» 3 травня, завершивши розгром «молотків» на «Олд Траффорд» (4:1), а через тиждень манкуніанці оформили друге чемпіонство поспіль після вирішальної перемоги над «Віганом» (2:0).
21 травня 2008 року Каррік взяв участь у фіналі Ліги чемпіонів на «Лужниках», де суперником «Манчестер Юнайтед» був лондонський «Челсі». Майкл відіграв усі 120 хвилин (основний та додатковий час) і забив один із післяматчевих пенальті. «Червоні дияволи» виграли титул, який став першою європейською нагородою Карріка, у рік 40-річчя першого тріумфу у Кубку європейських чемпіонів та 50-річчя Мюнхенської трагедії.
17 травня, слідом за захисниками Ріо Фердинандом і Весом Брауном, Каррік погодив новий контракт з «Манчестер Юнайтед» до червня 2012 року.
10 серпня 2008 року, в першому матчі нового сезону (за Суперкубок Англії), Каррік вийшов на заміну і також реалізував післяматчевий пенальті, а «Манчестер Юнайтед» переміг «Портсмут». У першому турі Прем'єр-ліги 2008/09 Каррік отримав травму кісточки і вибув на три тижні (через що він пропустив гру за Суперкубок УЄФА), а в першому ж матчі після повернення — нову травму, зіткнувшись із півзахисником «Ліверпуля» Йоссі Бенаюном. Це залишило Карріка поза грою ще на шість тижнів.

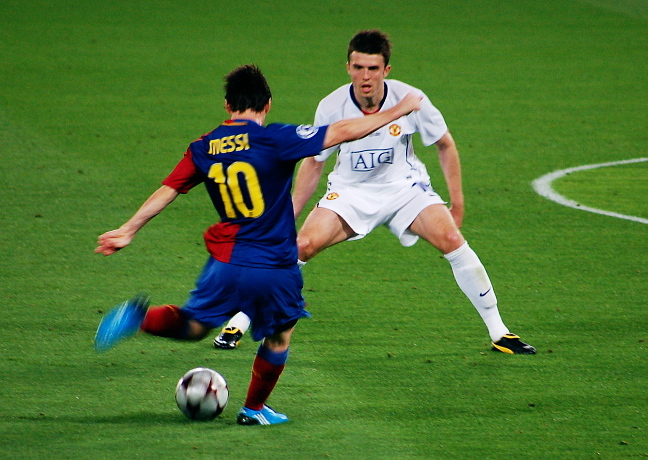
Майкл Каррік проти Ліонеля Мессі у фіналі Ліги чемпіонів 2009 року

Надалі Майкл регулярно виходив на поле у стартовому складі. 13 травня 2009 року він зробив результативний пас і забив переможний гол у ворота «Вігана», що практично забезпечило манкуніанцям титул чемпіонів Англії (для цього потрібно було набрати одне очко у двох останніх матчах). У наступному турі «Манчестер Юнайтед» зіграв унічию проти «Арсеналу» і завоював золоті медалі втретє поспіль і в 18-й раз у своїй історії, зрівнявшись із «Ліверпулем».
27 травня Каррік провів повний матч на Олімпійському стадіоні в Римі, де відбувся фінал Ліги чемпіонів 2009 року. «Червоні дияволи» вийшли у фінал вдруге поспіль, але повторити минулорічний успіх не змогли. «Манчестер» програв каталонській «Барселоні» з рахунком 0:2, згодом Каррік назвав цю гру найбільшим розчаруванням у житті.

#### 2009—2013
30 вересня 2009 року Каррік забив переможний гол «Вольфсбургу» (2:1) у матчі групового етапу Ліги чемпіонів на «Олд Траффорд». У середині сезону 2009/10 він зіграв кілька матчів у центрі оборони через травми центральних захисників Ріо Фердинанда, Неманьї Видича, Веса Брауна та Джонні Еванса. Каррік ніколи раніше не грав на цій позиції, проте головний тренер Манчестер Юнайтед сер Алекс Фергюсон позитивно оцінив його виступ у новій ролі.
Майкл зіграв у фіналі Кубка Футбольної ліги 28 лютого 2010 року, де «Юнайтед» був сильнішим за «Астон Віллу» (2:1), і Каррік вперше отримав золоту медаль цього турніру. У чемпіонаті Англії «Манчестер Юнайтед» посів друге місце, відставши від «Челсі» на одне очко.
Сезон 2010/11 розпочався для «Юнайтед» матчем на Суперкубок Англії, в якому манкуніанці взяли гору над «Челсі» (3:1). Каррік вийшов у стартовому складі і був замінений по ходу гри. У березні 2011 року Каррік продовжив контракт з клубом до кінця сезону 2013/14. Через два з половиною місяці «червоні дияволи» здобули титул чемпіонів країни в рекордний для англійського футболу 19-й раз. Крім того, «Манчестер Юнайтед» знову дістався фіналу Ліги чемпіонів, обігравши в плей-офф марсельський «Олімпік», «Челсі» та «Шальке 04». У фіналі «Юнайтед» знову поступився «Барселоні», цього разу з рахунком 3:1.

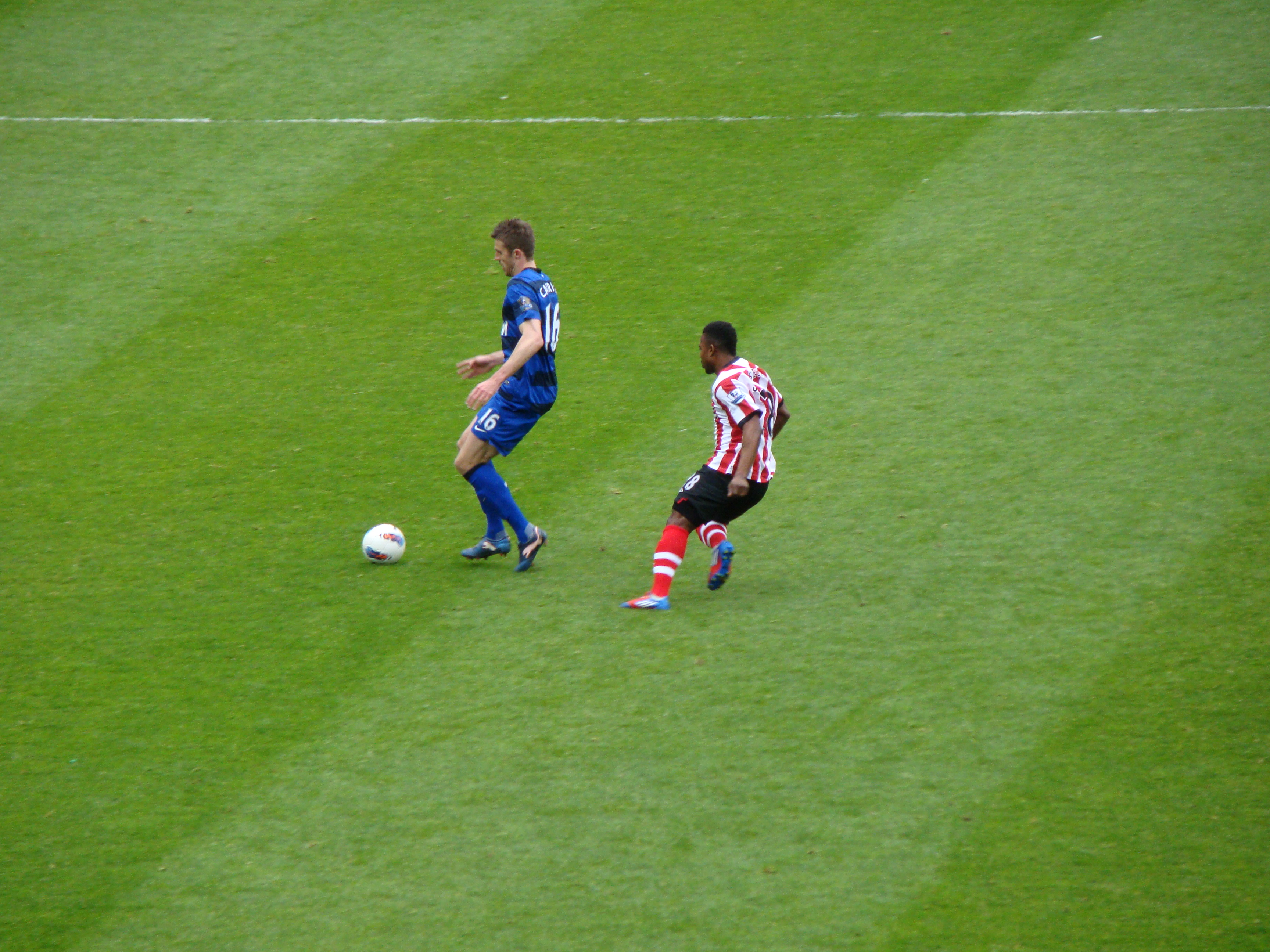
Каррік та Стефан Сессеньйон в останньому турі Прем'єр-ліги 2011/12. 13 травня 2012 року.

У серпні 2011 року «Манчестер Юнайтед» переграв земляків із «Сіті» у матчі за Суперкубок Англії (3:2), поступаючись перед перервою з рахунком 2:0. Каррік був замінений після першого тайму на Тома Клеверлі. 18 грудня він забив вперше за 70 матчів, записавши на свій рахунок гол у ворота «Квінз Парк Рейнджерс» у виїзному матчі Прем'єр-ліги. Каррік разом із партнерами не змогли захистити чемпіонський титул, який дістався «Манчестер Сіті» через кращу різницю м'ячів при рівності очок з «Юнайтед». У єврокубках «червоні дияволи» виступили набагато гірше, ніж у попередньому сезоні: невихід із групи Ліги чемпіонів та поразка на ранній стадії плей-оф Ліги Європи.
Майкл розпочав сезон 2012/13 на місці центрального захисника, граючи в парі з Неманією Видичем у перших двох турах Прем'єр-ліги. У стартовому турі він програв верхове єдиноборство Маруану Феллаїні і дозволив тому забити переможний гол «Евертона» (0:1). 19 вересня сам Каррік забив переможний гол «Галатасараю» на «Олд Траффорд» у матчі групового етапу Ліги чемпіонів 2012/13 (1:0).
Того сезону Каррік зіграв 36 матчів у Прем'єр-лізі — найкращий показник за кар'єру. «Манчестер Юнайтед» виграв чемпіонат Англії в ювілейний, 20-й раз, і вп'яте за час перебування Карріка в команді. Майкл був включений команду року Прем'єр-ліги, а також опинився серед номінантів на звання гравця року за версією ПФА; його гру в центрі поля відзначали багато фахівців, у тому числі головний тренер «Арсеналу» Арсен Венгер. У результаті нагорода дісталася Гарету Бейлу з «Тоттенгема», а Каррік був визнаний гравцем сезону «Манчестер Юнайтед» за результатами голосування своїх одноклубників.

#### 2013—2018
У травні 2013 року пост головного тренера «Манчестер Юнайтед» залишив сер Алекс Фергюсон, і його місце зайняв інший шотландський тренер, Девід Моєс. Манкуніанці розпочали сезон 2013/14 перемогою у Суперкубку Англії, де їхнім суперником був «Віган». Каррік провів на полі всі 90 хвилин, а перемогу «Юнайтед» приніс дубль Робіна ван Персі. 22 листопада Майкл уклав новий контракт із клубом до 2015 року з опцією продовження ще на один рік.
Сезон склався для Карріка невдало. Він пропустив шість тижнів у листопаді-грудні 2013 через травму ахіллового сухожилля, «червоні дияволи» під керівництвом нового тренера посіли 7-е місце в Прем'єр-лізі і вперше за багато років не кваліфікувалися в єврокубки. У Лізі чемпіонів «Манчестер» поступився «Баварії» на стадії 1/4 фіналу. До наступного сезону манкуніанців замість Моєса готував новий наставник — Луї ван Гал.
Влітку 2014 року Каррік знову отримав травму кісточки і вибув з гри на 3 місяці. Він повернувся на поле 2 листопада під час манчестерського дербі у Прем'єр-лізі, вийшовши на заміну після вилучення Кріса Смоллінга. Після повернення Карріка «Манчестер Юнайтед» виграв 6 матчів поспіль, серед них була перемога у північно-західному дербі над «Ліверпулем» з рахунком 3:0. На думку аналітика ВВС Діді Гаманна, здатність Майкла регулювати командний ритм і його гра в пас стали каталізатором цих успіхів. У грудні Луї ван Гал призначив Карріка віце-капітаном команди (капітаном з початку сезону був Вейн Руні).

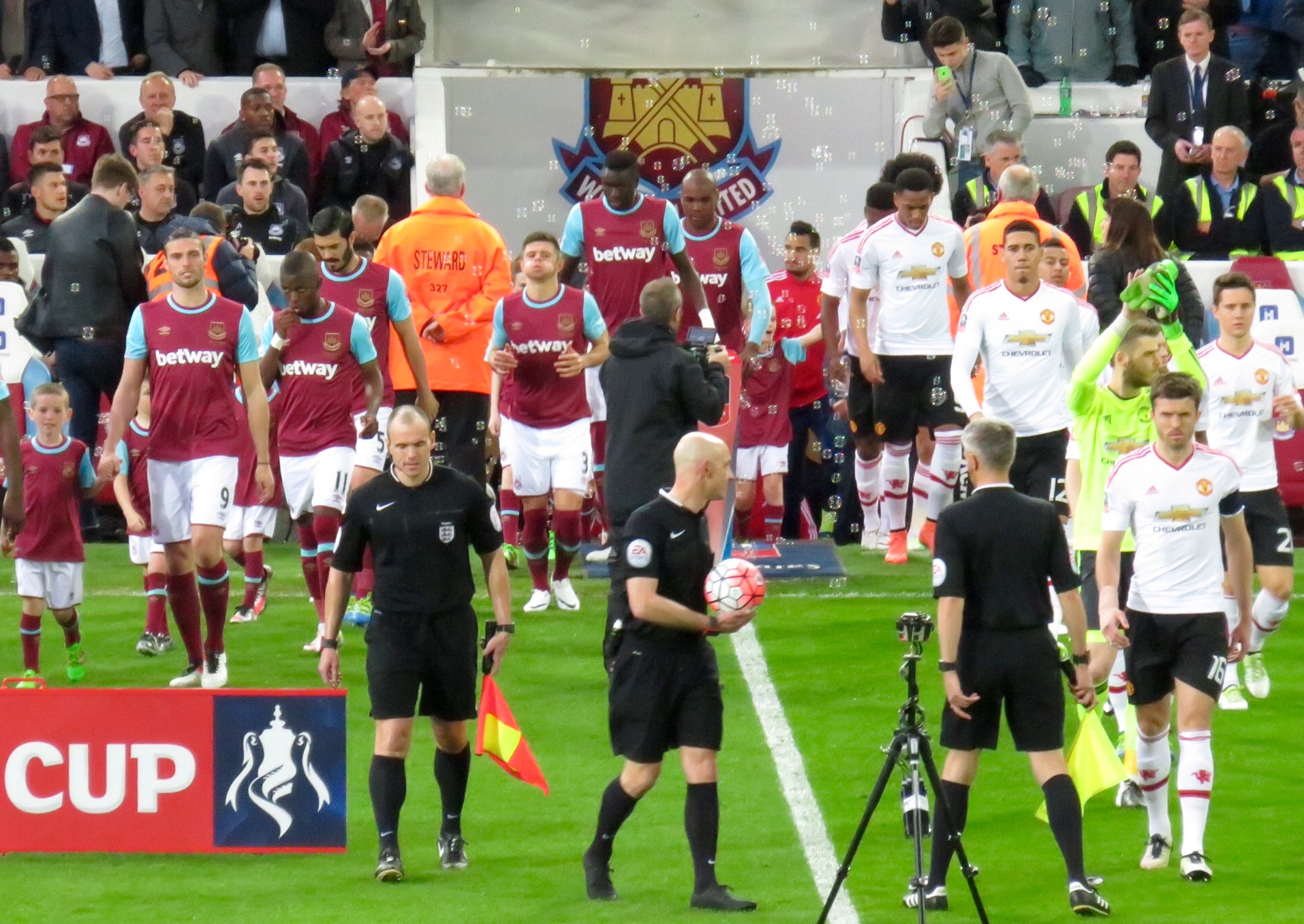
Каррік (праворуч) виводить «Манчестер Юнайтед» на перегравання 1/4 фіналу Кубка Англії проти «Вест Гема». 13 квітня 2016 року.

15 березня 2015 року Каррік забив «Тоттенгему» і допоміг «Манчестер Юнайтед» розгромити лондонців на «Олд Траффорд» (3:0). 20 березня він продовжив контракт до червня наступного року. «Червоні дияволи» виступили краще, ніж у попередньому сезоні, і, незважаючи на не надто вдалу кінцівку чемпіонату, посіли 4-е місце у Прем'єр-лізі та кваліфікувались до Ліги чемпіонів.
Перший матч нового, 2016 року, в якому «Манчестер Юнайтед» вдома переміг «Свонсі Сіті» (2:1), став для Карріка 400-м у футболці «червоних дияволів». Після цього він пропустив кілька тижнів через травму і вийшов на поле лише 29 січня в кубковій грі з «Дербі Каунті». За час паузи Майкл пропустив кілька матчів, у тому числі дербі проти «Ліверпуля». Він сам, а також травмовані захисники «Манчестера» Філ Джонс та Маркос Рохо, дивилися цей матч на гостьовій трибуні «Енфілда» разом із уболівальниками «Юнайтед» і разом з ними святкували переможний гол Руні на 78-й хвилині, про що відразу написали популярні англійські видання та інтернет-портали.

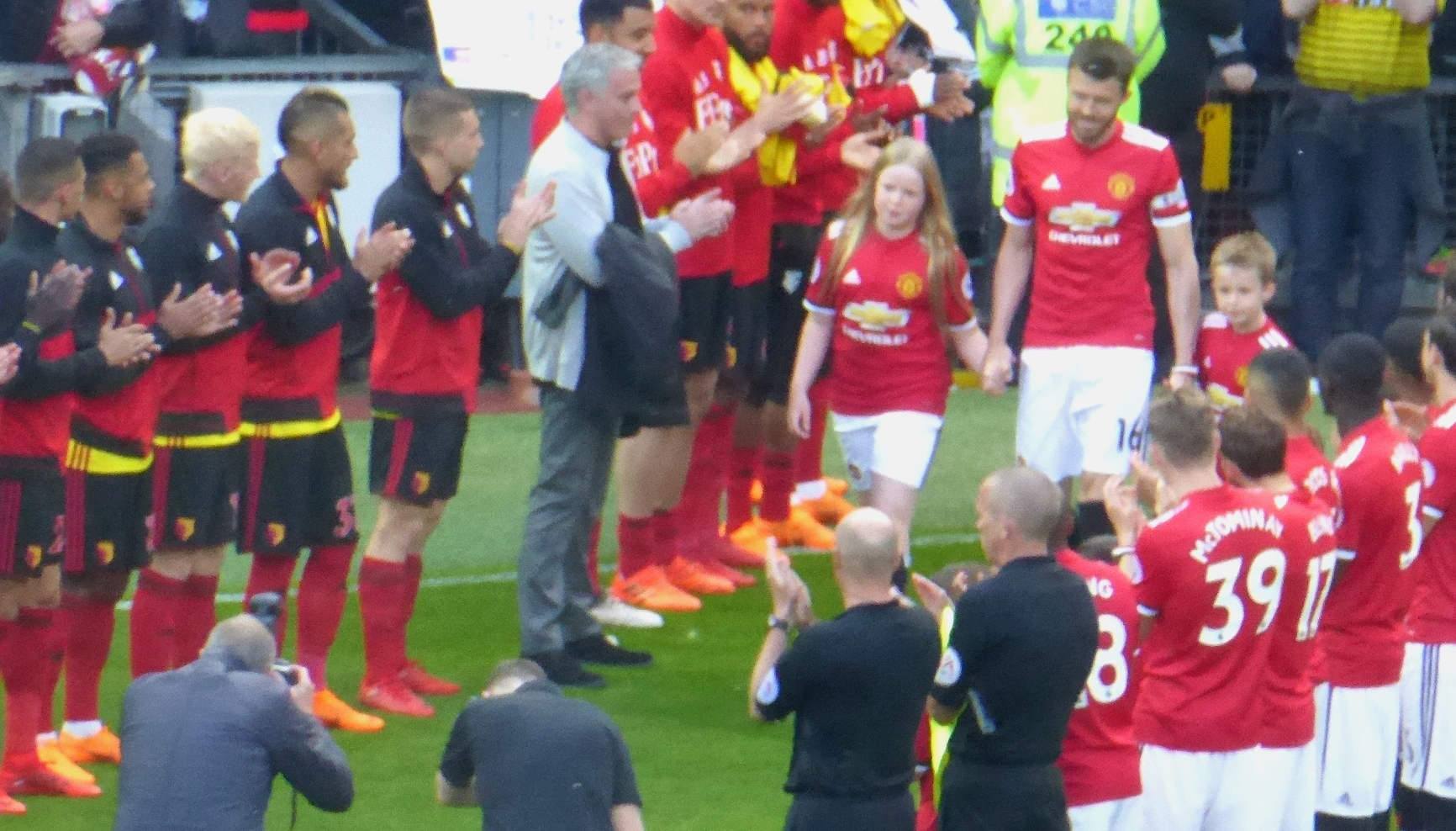
Каррік проходить через коридор пошани на «Олд Траффорд» перед своїм останнім матчем. 13 травня 2018 року.

21 травня 2016 року Майкл відіграв усі 120 хвилин у фіналі Кубка Англії, де «Манчестер Юнайтед» зустрівся з лондонським «Крістал Пелас». «Червоні дияволи» перемогли завдяки голу Джессі Лінгарда у додатковий час, і Каррік разом з Вейном Руні став володарем усіх англійських трофеїв: чемпіонського кубка Прем'єр-ліги (5 разів), кубка Футбольної ліги та національного кубка. 9 червня, вже після заміни ван Гала на Жозе Моурінью, Каррік підписав з «Юнайтед» новий однорічний контракт.
У дебютному матчі англійського сезону 2016/17 «Манчестер Юнайтед» узяв гору над «Лестером» і завоював Суперкубок Англії. 21 вересня 2016 року Каррік забив за «червоних дияволів» вперше з сезону 2014/15, взявши участь у виїзній перемозі «Манчестера» над клубом «Нортгемптон Таун» (3:1) у першому раунді Кубка ліги. «Манчестер Юнайтед» дійшов до фіналу турніру, який відбувся 26 лютого на «Вемблі». Майкл вийшов на заміну після перерви і допоміг «Манчестер Юнайтед» довести матч із «Саутгемптоном» до перемоги з рахунком 3:2.
Через кілька днів після закінчення сезону Каррік уклав черговий контракт із клубом до червня 2018 року. 11 липня 2017 року «Манчестер Юнайтед» оголосив про те, що після переходу Вейна Руні до «Евертона» Майкл Каррік є новим капітаном команди.
13 травня 2018 Каррік провів свій останній матч у кар'єрі, в якому «Манчестер Юнайтед» вдома обіграв «Вотфорд» з рахунком 1:0. Каррік був замінений наприкінці матчу, щоб уболівальники змогли провести футболіста оваціями.

## Кар'єра у збірній
Протягом 2000–2003 років залучався до складу молодіжної збірної Англії. На молодіжному рівні зіграв у 14 офіційних матчах, забив 2 голи.

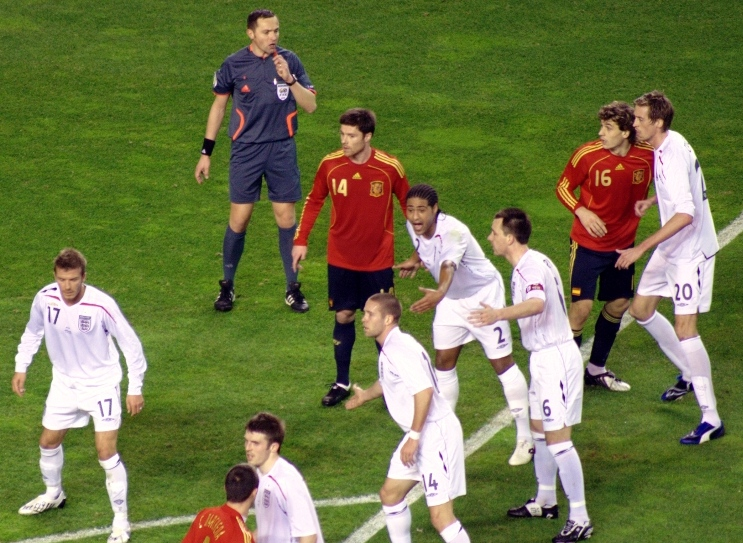
Каррік (внизу) у матчі проти збірної Іспанії 11 лютого 2009 року

Майкл вперше зіграв за основну збірну Англії в травні 2001 року в товариському матчі проти Мексики, замінивши Девіда Бекхема. До цього він був викликаний на гру проти збірної Іспанії у лютому 2001 року, але залишився серед невикористаних замін. Як гравець стартового складу Каррік дебютував лише в 2005 році, після чотирирічної перерви в іграх за збірну, вийшовши на поле в матчі зі збірною США в Чикаго.
8 травня 2006 року головний тренер збірної Англії Свен-Йоран Ерікссон включив Карріка в заявку «трьох левів» на чемпіонат світу 2006 року в Німнччині. На «мундіалі» Майкл зіграв лише в одному матчі, 1/8 фіналу проти збірної Еквадору (1:0), провівши на полі всі 90 хвилин. Для наступної гри проти португальців Ерікссон обрав більш оборонну тактику, поставивши на місце Карріка Оуена Гаргрівза, який у матчі з Еквадором грав на позиції правого захисника. Збірна Англії програла в серії післяматчевих пенальті та залишила турнір.
Незважаючи на стабільну гру за «Манчестер Юнайтед», головні тренери збірної Англії продовжували ігнорувати Карріка. Майкл рідко викликався до збірної під керівництвом Ерікссона та його наступника, Стіва Макларена. Фабіо Капелло, призначений головним тренером англійців 14 грудня 2007 року, не включив Карріка до складу на свій перший матч на чолі збірної, також воліючи використовувати в центрі півзахисту дует Френка Лемпарда та Стівена Джеррарда. 19 листопада 2008 року Каррік вийшов у стартовому складі «трьох левів» у товариському матчі проти збірної Німеччини, який англійці виграли з рахунком 2:1. Після цього він почав регулярно викликатися до збірної, щоправда, головним чином товариські зустрічі. 1 червня 2010 року Капелло назвав Карріка серед 23 футболістів для участі в майбутньому чемпіонаті світу у ПАР, але так і не випустив його на поле в чотирьох матчах збірної Англії.
Після чемпіонату світу у Південній Африці Каррік не викликався до збірної протягом двох років. 10 серпня 2012 року новий головний тренер Рой Годжсон включив Майкла до списку гравців на товариський матч зі збірною Італії, де Каррік провів на полі 90 хвилин, а англійці виграли з мінімальним рахунком (2:1). Каррік регулярно виходив на поле у відбірному турнірі до чемпіонату світу 2014 року та товариських матчах, його гра удостоїлася приємних коментарів британської преси, проте Годжсон не включив Майкла в заявку на чемпіонат.
27 березня 2015 року Каррік зіграв у футболці «трьох левів» уперше за 17 місяців, взявши участь у кваліфікаційному матчі Євро-2016 проти збірної Литви (4:0). 14 листопада 2015 року Каррік отримав травму щиколотки під час товариського матчу проти Іспанії і покинув поле на ношах. Англія програла гру з рахунком 0:2, а Майкл більше так і не зіграв за збірну.

## Тренерська кар'єра
Відразу після закінчення ігрової кар'єри Каррік увійшов до тренерського штабу «Манчестер Юнайтед», який очолював Жозе Моурінью, обійнявши посаду асистента головного тренера. Продовжив працювати в цьому ж статусі в штабі Уле Гуннара Сульшера, а після його відставки 21 листопада 2021 року був призначений виконувачем обов'язків головного тренера «Манчестер Юнайтед». Утім вже за тиждень його на посаді очільника тренерського штабу «червоних дияволів» змінив Ральф Рангнік.

## Статистика

### Клубна кар'єра
| Клуб                    | Сезон             | Ліга | Ліга  | Кубок Англії | Кубок Англії | Кубок ліги | Кубок ліги | Єврокубки | Єврокубки | Інше | Інше  | Всього | Всього |
| Клуб                    | Сезон             | Ігор | Голів | Ігор         | Голів        | Ігор       | Голів      | Ігор      | Голів     | Ігор | Голів | Ігор   | Голів  |
| ----------------------- | ----------------- | ---- | ----- | ------------ | ------------ | ---------- | ---------- | --------- | --------- | ---- | ----- | ------ | ------ |
| Вест Гем Юнайтед        | 1999/00           | 8    | 1     | 0            | 0            | 0          | 0          | 1         | 0         | 0    | 0     | 9      | 1      |
| Вест Гем Юнайтед        | 2000/01           | 33   | 1     | 4            | 0            | 4          | 0          | 0         | 0         | 0    | 0     | 41     | 1      |
| Вест Гем Юнайтед        | 2001/02           | 30   | 2     | 1            | 0            | 1          | 0          | 0         | 0         | 0    | 0     | 32     | 2      |
| Вест Гем Юнайтед        | 2002/03           | 30   | 1     | 2            | 0            | 2          | 0          | 0         | 0         | 0    | 0     | 34     | 1      |
| Вест Гем Юнайтед        | 2003/04           | 35   | 1     | 4            | 0            | 1          | 0          | —         | —         | 3    | 0     | 43     | 1      |
| Вест Гем Юнайтед        | Загалом           | 136  | 6     | 11           | 0            | 8          | 0          | 1         | 0         | 3    | 0     | 159    | 6      |
| Свіндон Таун (оренда)   | 1999/00           | 6    | 2     | 0            | 0            | 0          | 0          | —         | —         | 0    | 0     | 6      | 2      |
| Свіндон Таун (оренда)   | Загалом           | 6    | 2     | 0            | 0            | 0          | 0          | 0         | 0         | 0    | 0     | 6      | 2      |
| Бірмінгем Сіті (оренда) | 1999/00           | 2    | 0     | 0            | 0            | 0          | 0          | —         | —         | 0    | 0     | 2      | 0      |
| Бірмінгем Сіті (оренда) | Загалом           | 2    | 0     | 0            | 0            | 0          | 0          | 0         | 0         | 0    | 0     | 2      | 0      |
| Тоттенгем Готспур       | 2004/05           | 29   | 0     | 6            | 0            | 3          | 0          | 0         | 0         | 0    | 0     | 38     | 0      |
| Тоттенгем Готспур       | 2005/06           | 35   | 2     | 1            | 0            | 1          | 0          | 0         | 0         | 0    | 0     | 37     | 2      |
| Тоттенгем Готспур       | Загалом           | 64   | 2     | 7            | 0            | 4          | 0          | 0         | 0         | 0    | 0     | 75     | 2      |
| Манчестер Юнайтед       | 2006/07           | 33   | 3     | 7            | 1            | 0          | 0          | 12        | 2         | 0    | 0     | 52     | 6      |
| Манчестер Юнайтед       | 2007/08           | 31   | 2     | 4            | 0            | 1          | 0          | 12        | 0         | 1    | 0     | 49     | 2      |
| Манчестер Юнайтед       | 2008/09           | 28   | 4     | 3            | 0            | 1          | 0          | 9         | 0         | 2    | 0     | 43     | 4      |
| Манчестер Юнайтед       | 2009/10           | 30   | 3     | 0            | 0            | 5          | 1          | 8         | 1         | 1    | 0     | 44     | 5      |
| Манчестер Юнайтед       | 2010/11           | 28   | 0     | 3            | 0            | 1          | 0          | 11        | 0         | 1    | 0     | 44     | 0      |
| Манчестер Юнайтед       | 2011/12           | 30   | 2     | 2            | 0            | 1          | 0          | 7         | 0         | 1    | 0     | 41     | 2      |
| Манчестер Юнайтед       | 2012/13           | 36   | 1     | 5            | 0            | 0          | 0          | 5         | 1         | 0    | 0     | 46     | 2      |
| Манчестер Юнайтед       | 2013/14           | 29   | 1     | 0            | 0            | 3          | 0          | 7         | 0         | 1    | 0     | 40     | 1      |
| Манчестер Юнайтед       | 2014/15           | 18   | 1     | 2            | 0            | 0          | 0          | 0         | 0         | 0    | 0     | 20     | 1      |
| Манчестер Юнайтед       | 2015/16           | 28   | 0     | 5            | 0            | 1          | 0          | 8         | 0         | 0    | 0     | 42     | 0      |
| Манчестер Юнайтед       | 2016/17           | 23   | 0     | 2            | 0            | 5          | 1          | 7         | 0         | 1    | 0     | 38     | 1      |
| Манчестер Юнайтед       | 2017/18           | 2    | 0     | 2            | 0            | 1          | 0          | 0         | 0         | 0    | 0     | 5      | 0      |
| Манчестер Юнайтед       | Загалом           | 316  | 17    | 35           | 1            | 19         | 2          | 86        | 4         | 8    | 0     | 464    | 24     |
| Всього за кар'єру       | Всього за кар'єру | 524  | 27    | 53           | 1            | 31         | 2          | 87        | 4         | 11   | 0     | 706    | 34     |

### Матчі за збірну
| Матчі Майкла Карріка за збірну Англії | Матчі Майкла Карріка за збірну Англії | Матчі Майкла Карріка за збірну Англії | Матчі Майкла Карріка за збірну Англії | Матчі Майкла Карріка за збірну Англії | Матчі Майкла Карріка за збірну Англії | Матчі Майкла Карріка за збірну Англії |
| ------------------------------------- | ------------------------------------- | ------------------------------------- | ------------------------------------- | ------------------------------------- | ------------------------------------- | ------------------------------------- |
| №                                     | Дата                                  | Суперник                              | Стадіон                               | Рахунок                               | Турнір                                |                                       |
| 1                                     | 25 травня 2001                        | Мексика                               | Прайд Парк                            | 4:0                                   | Товариський матч                      |                                       |
| 2                                     | 15 серпня 2001                        | Нідерланди                            | Вайт Гарт Лейн                        | 0:2                                   | Товариський матч                      |                                       |
| 3                                     | 28 травня 2005                        | США                                   | Солджер-філд                          | 2:1                                   | Товариський матч                      |                                       |
| 4                                     | 31 травня 2005                        | Колумбія                              | Джаєнтс Стедіум                       | 3:2                                   | Товариський матч                      |                                       |
| 5                                     | 1 березня 2006                        | Уругвай                               | Енфілд                                | 2:1                                   | Товариський матч                      |                                       |
| 6                                     | 3 червня 2006                         | Ямайка                                | Олд Траффорд                          | 6:0                                   | Товариський матч                      |                                       |
| 7                                     | 25 червня 2006                        | Еквадор                               | Неккарштадіон                         | 1:0                                   | Чемпіонат світу 2006                  |                                       |
| 8                                     | 6 вересня 2006                        | Північна Македонія                    | Міський стадіон Скоп'є                | 1:0                                   | Кваліфікація Євро-2008                |                                       |
| 9                                     | 7 жовтня 2006                         | Північна Македонія                    | Олд Траффорд                          | 0:0                                   | Кваліфікація Євро-2008                |                                       |
| 10                                    | 11 жовтня 2006                        | Хорватія                              | Максимир                              | 0:2                                   | Кваліфікація Євро-2008                |                                       |
| 11                                    | 15 листопада 2006                     | Нідерланди                            | Амстердам АренА                       | 1:1                                   | Товариський матч                      |                                       |
| 12                                    | 7 лютого 2007                         | Іспанія                               | Олд Траффорд                          | 0:1                                   | Товариський матч                      |                                       |
| 13                                    | 1 червня 2007                         | Бразилія                              | Вемблі                                | 1:1                                   | Товариський матч                      |                                       |
| 14                                    | 22 серпня 2007                        | Німеччина                             | Вемблі                                | 1:2                                   | Товариський матч                      |                                       |
| 15                                    | 19 листопада 2008                     | Німеччина                             | Олімпіаштадіон                        | 2:1                                   | Товариський матч                      |                                       |
| 16                                    | 11 лютого 2009                        | Іспанія                               | Рамон Санчес Пісхуан                  | 0:2                                   | Товариський матч                      |                                       |
| 17                                    | 28 березня 2009                       | Словаччина                            | Вемблі                                | 4:0                                   | Товариський матч                      |                                       |
| 18                                    | 12 серпня 2009                        | Нідерланди                            | Амстердам АренА                       | 2:2                                   | Товариський матч                      |                                       |
| 19                                    | 5 вересня 2009                        | Словенія                              | Вемблі                                | 2:1                                   | Товариський матч                      |                                       |
| 20                                    | 10 жовтня 2009                        | Україна                               | Дніпро-Арена                          | 0:1                                   | Кваліфікація ЧС-2010                  |                                       |
| 21                                    | 3 березня 2010                        | Єгипет                                | Вемблі                                | 3:1                                   | Товариський матч                      |                                       |
| 22                                    | 24 травня 2010                        | Мексика                               | Вемблі                                | 3:1                                   | Товариський матч                      |                                       |
| 23                                    | 15 серпня 2012                        | Італія                                | Вемблі                                | 2:1                                   | Товариський матч                      |                                       |
| 24                                    | 7 вересня 2012                        | Молдова                               | Зімбру                                | 5:0                                   | Кваліфікація ЧС-2014                  |                                       |
| 25                                    | 12 жовтня 2012                        | Сан-Марино                            | Вемблі                                | 5:0                                   | Кваліфікація ЧС-2014                  |                                       |
| 26                                    | 17 жовтня 2012                        | Польща                                | Національний стадіон                  | 1:1                                   | Кваліфікація ЧС-2014                  |                                       |
| 27                                    | 26 березня 2013                       | Чорногорія                            | Под Горицом                           | 1:1                                   | Кваліфікація ЧС-2014                  |                                       |
| 28                                    | 29 травня 2013                        | Ірландія                              | Вемблі                                | 1:1                                   | Товариський матч                      |                                       |
| 29                                    | 2 червня 2013                         | Бразилія                              | Маракана                              | 2:2                                   | Товариський матч                      |                                       |
| 30                                    | 11 жовтня 2013                        | Чорногорія                            | Вемблі                                | 4:1                                   | Кваліфікація ЧС-2014                  |                                       |
| 31                                    | 15 жовтня 2013                        | Польща                                | Вемблі                                | 2:0                                   | Кваліфікація ЧС-2014                  |                                       |
| 32                                    | 27 березня 2015                       | Литва                                 | Вемблі                                | 4:0                                   | Кваліфікація Євро-2016                |                                       |
| 33                                    | 31 березня 2015                       | Італія                                | Ювентус Стедіум                       | 1:1                                   | Товариський матч                      |                                       |
| 34                                    | 13 листопада 2015                     | Іспанія                               | Хосе Ріко Перес                       | 0:2                                   | Товариський матч                      |                                       |

Разом: 34 матчі, 0 голів; 18 перемог, 9 нічиїх, 7 поразок.

## Досягнення
- Чемпіон Англії: 2006/07, 2007/08, 2008/09, 2010/11, 2012/13
- Володар Кубка ліги: 2008/09, 2009/10, 2016/17
- Володар кубка Англії: 2015/16
- Володар Суперкубка Англії: 2007, 2008, 2010, 2011, 2013, 2016
- Переможець Ліги чемпіонів УЄФА: 2007/08
- Переможець Ліги Європи УЄФА: 2016/17
- Переможець Клубного чемпіонату світу: 2008[104]

### Індивідуальні
- Включений до команди року за версією ПФА (2): 2003/04 (Перший дивізіон), 2012/13 (Прем'єр-ліга)
- Гравець року «Манчестер Юнайтед»: 2012/13[105].

## Особисте життя
Молодший брат Майкла, Грем (нар. 3 квітня 1985 року) також є випускником академії «Вест Гем Юнайтед», але його кар'єрі завадив ряд травм. Він став працювати тренером з навичок у ФА (англ. FA Skills Coach). До цього він працював в академії «Ньюкасла» тренером по роботі з дітьми до 10 років.
Майкл Каррік одружився з Лізою Рафед, професійним інструктором з пілатесу, 16 червня 2007 року, причому того ж дня пройшли весільні церемонії партнерів Карріка зі збірної — Гарі Невілла і Стівена Джеррарда. Майкл та Ліза познайомилися ще в школі у Волсенді. У квітні 2008 року в сім'ї Карріків народилася дівчинка, Луїза, а через два роки син Джейсі.
У жовтні 2018 року Каррік оголосив, що страждав від депресії протягом двох років після поразки у фіналі Ліги чемпіонів УЄФА 2009 року.